# كيث إدواردز (لاعب كرة قدم)
كيث إدواردز (بالإنجليزية: Keith Edwards)‏ هو لاعب كرة قدم بريطاني في مركز الهجوم، ولد في 10 يونيو 1944 في تشستر في المملكة المتحدة. لعب مع نادي تشستر سيتي.